# 東光寺 (西宮市)
東光寺（とうこうじ）は、兵庫県西宮市門戸西町にある高野山真言宗の別格本山の寺院。山号は松泰山。本尊は薬師如来。別称は門戸厄神。日本三大厄神、日本三大厄除け開運大師のうちの一つ。
あらゆる災厄を打ち払うという厄神明王（門戸厄神）が有名で、厄年にあたる年齢の人が厄払いをするほか、数えで13歳の子どもが厄除けと学業成就を願って虚空蔵菩薩に詣でる十三詣（じゅうさんまいり）も行われている。初宮参り、交通安全祈願、護摩祈祷、人形供養も受け付けている。

## 歴史
寺伝によれば開創の経緯は次のとおりである。嵯峨天皇の41歳の厄年にあたる天長6年（829年）、空海（弘法大師）により厄除祈願が行われた。その際嵯峨天皇は愛染明王と不動明王が一体となった厄神明王となりあらゆる厄を打ち払うという霊感を得、空海に祈願を命じた。
空海は愛染明王と不動明王が一体となった厄神明王像（両頭愛染明王像）を三体刻むと、高野山の天野大社、山城国の石清水八幡宮、そして門戸東光寺へそれぞれ国家安泰、皇家安泰、国民安泰を願って勧請したという。しかし、現在残っているのは東光寺のもののみである。
毎年1月18・19日に厄除大祭が、2月3日に星祭が行なわれる。特に厄除大祭では数多くの屋台が出店され、何万人もの参拝者で賑わいを見せる。

## 境内
- 薬師堂 - 本堂。本尊・薬師如来を祀る。
- 庫裏
- 厄神堂 - 秘仏・厄神明王像を祀る。本堂よりもこちらの堂の方が当寺の中心となっている。
- 高安稲荷社
- 奥の院
- 大黒堂・愛染堂 - 大黒天、愛染明王を祀る。
- 延命魂（高野山奥の院参道にあった霊木の杉根）
- 大師堂 - 弘法大師（空海）を祀る。
- 中楼門
- 不動堂（護摩堂） - 不動明王を祀る。
- 大護摩道場
- 南門
- 庭園
- 北門
- 表門
- 弘法大師像と四国八十八箇所石仏群
- 松風館
- 智照院観音堂 - 別院。
- 地蔵堂

## 年中行事
- 1月1日 - 新年祈祷会
- 1月18・19日 - 厄除大祭
- 2月3日 - 星祭（節分）
- 4月13日 - 十三詣
- 4月19日 - 春季厄除祭
- 8月19日 - 夏季厄除祭
- 10月19日 - 秋季厄除祭
- 11月15日 - 七五三詣
- 11月19日 - 人形供養

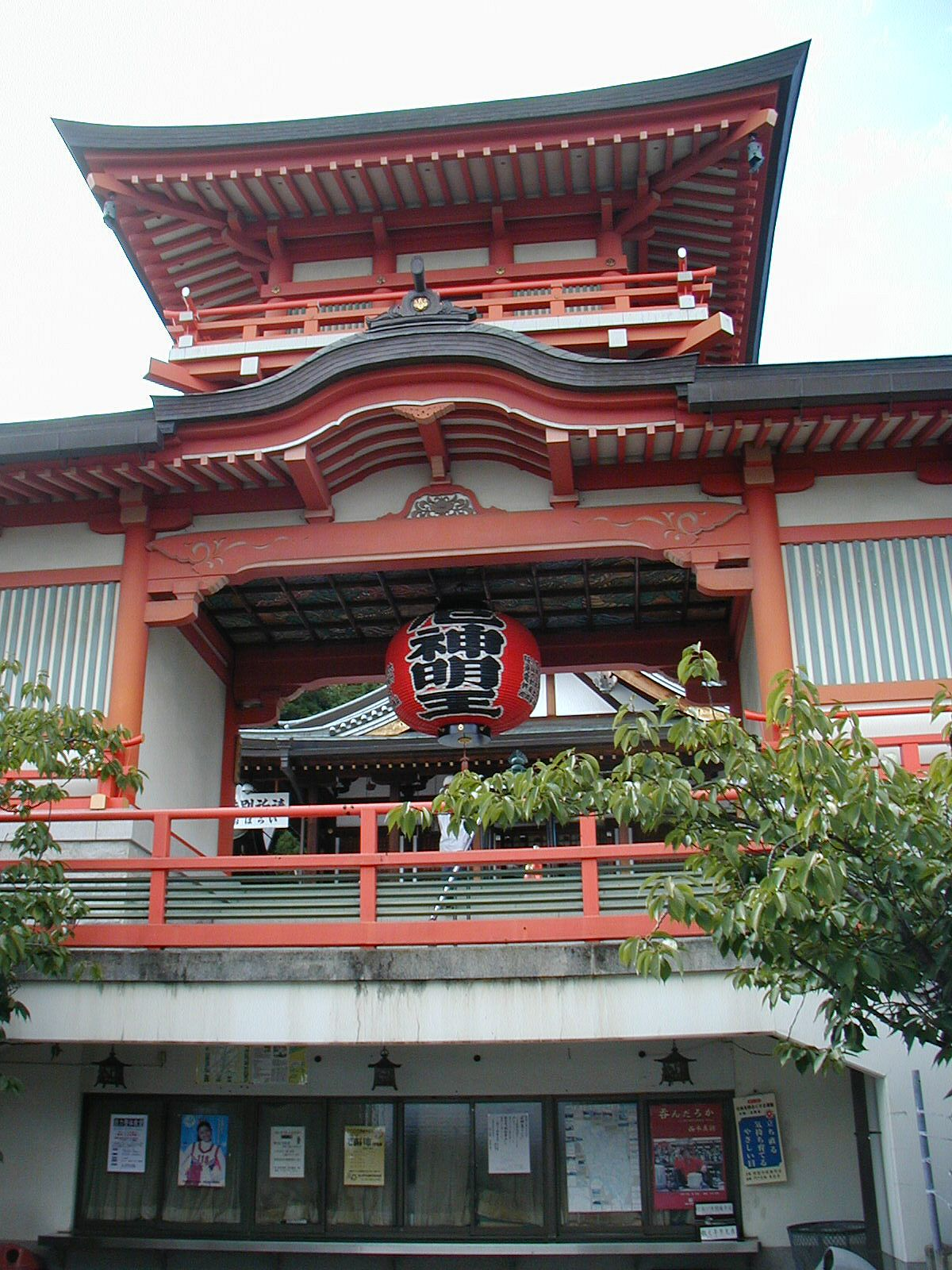
中楼門

- 12月19日 - 納厄神（おさめやくじん）

その他、毎月19日（厄神明王縁日）厄除例祭、甲子（きのえね）大黒天例祭

## 前後の札所
西国薬師四十九霊場
19 昆陽寺　-　20 東光寺　-　21 花山院
西国愛染十七霊場
1 勝鬘院　-　2 東光寺　-　3 鏑射寺
摂津国八十八箇所
75 神呪寺　-　76 東光寺　-　77 法心寺

## 所在地
- 〒662-0828　兵庫県西宮市門戸西町2番26号

## 交通
- 門戸厄神駅（阪急今津線）下車北西へ700m、徒歩15分
- 1月の厄除大祭の際には阪急伊丹から国道171号上の阪急門戸停留所まで、阪急バスの臨時路線が運行される（この他1月は川西バスターミナル・阪急伊丹と西宮戎を結ぶ臨時バスもあり、こちらも阪急門戸停留所に停車する）。ただし、2016年以降は運行していない。

## 門戸厄神東光寺が登場する作品
- 『ソクラテス最期の弁明』（小峰元、講談社、1975年）